# Латтик, Аарэ-Пауль
Ааре-Пауль Латтик (род. 1970 год, Таллин) — эстонский органист, преподаватель Таллинской музыкальной академии, лауреат международных конкурсов «Con Brio 2000» и IV Международного органного им. Таривердиева (2005).

## Биография
Окончил музыкальную школу Х. Эллер по классу органа и фортепиано в Тарту. С 1992 по 1996 учился в Эстонской Академии музыки по классу органа (профессор Х. Лепнурм, А. Уйбо), после окончания Академии продолжил обучение во Франции у органиста Парижской церкви Сен-Жермен (церковь Ф. Куперена) О. Ертэматт и у профессора Луи Робиллиарда в Лионской консерватории, одновременно будучи студентом факультета музыковедения в Сорбонне.
Органист постоянно принимает участие в разных музыкальных фестивалях, концертах по всей Европе, а также в России и Скандинавии. В концертный репертуар органиста входит практически весь репертуар от ренессанса до современной музыки, особое место занимает французская музыка и разные обработки для органа а также выступления с разными составами, симфоническим оркестром итд.
В 2006 году органист был удостоен государственной премии за исполнительское искусство.
Сегодня наряду с концертной деятельностью А. П. Латтик преподает в Таллинской музыкальной академии. Дискография музыканта включает записи французской и эстонской органной музыки а также оригинальные разносоставные записи (орган/саксофон — Духовные концерты Дюка Эллингтона, орган/фортепиано — оригинальные обработки джазовой, классической и рок-музыки и др.).